# National Congress of British West Africa
Le National Congress of British West Africa (NCBWA), fondé en 1917, est l'une des plus anciennes organisations d'Afrique de l'Ouestœuvrant à l'émancipation de l'Afrique. Il est composé en grande partie d'une élite éduquée de la colonie britannique de la Côte-de-l'Or, qui pressentait une menace dans l'incorporation des « autorités traditionnelles » dans le système colonial.
Les cofondateurs sont Thomas Hutton-Mills Sr., le premier président et J. E. Casely Hayford, le premier vice-président. Les autres fondateurs sont Edward Francis Small (en), Frederick Nanka-Bruce (en), A. B. Quartey-Papafio, Henry van Hien, A. Sawyerr et Kobina Sekyi (en).

## Fondation

### Inspiration
L'idée de créer le NCBWA émerge en 1914 lors d'une conversation entre J. E. Casely Hayford, un avocat de la Côte-de-l'Or, et Richard Akinwande Savage (en), un médecin nigérian.
La création de la NCBWA dans les années 1920 s'explique en partie par la crainte croissante que les grands mouvements panafricains de l'époque aient un champ d'action trop large et ne répondent pas de manière adéquate aux préoccupations des Africains de l'Ouest. C'est ce désir d'avoir un champ d'action plus consolidé pour le développement des objectifs nationalistes qui, en partie, a déclenché la création de la NCBWA en 1920.

### Influences régionales
La fondation de la NCBWA s'est appuyée sur l'héritage de la résistance et des mouvements nationalistes dans les colonies de l'Afrique de l'Ouest britannique. Parmi les mouvements de résistance qui ont influencé le développement de la NCBWA, on peut citer ceux du roi Aggrey de Cape Coast en Côte-de-l'Or dans les années 1860 et du roi Kosoko de Lagos et Jaja d'Opobo au dix-neuvième siècle. Les mouvements nationalistes antérieurs qui ont suscité la création de la NCBWA comprenaient la Société de protection des droits des aborigènes de la Côte de l'Or et la confédération Fanti. La NCBWA est influencée non seulement par les mouvements nationalistes de la région, mais aussi par les travaux d'éminents nationalistes africains de la région, tels que Africanus Horton (en), Edward Wilmot Blyden et John Payne Jackson (en).

### Influences internationales
L'émergence de la NCBWA peut également être contextualisée dans les mouvements nationalistes internationaux plus larges du début du XXe siècle qui se sont produits au nom des Africains et des personnes d'ascendance africaine en particulier, et au nom des peuples subjugués du monde entier plus largement. Certains des événements internationaux qui ont ouvert la voie au développement de la NCBWA sont le premier Congrès universel des races de 1911, la Conférence internationale sur le nègre en 1911, la création de l'Union africaine du progrès et de l'Union des étudiants d'ascendance africaine aux États-Unis. Royaume en 1917, et la fin de la Première Guerre mondiale.

### Motivations internes
Tout au long du XIXe siècle, l'élite instruite d'Afrique de l'Ouest est autorisée à servir en tant que fonctionnaires du gouvernement dans toute l'Afrique occidentale britannique, car les dirigeants coloniaux britanniques considéraient l'élite instruite comme des alliés nécessaires. Cependant, en 1902, la faveur que les dirigeants coloniaux britanniques ont précédemment accordée à l'élite africaine éduquée a commencé à diminuer en raison de l'institution de politiques discriminatoires, comme celle émise par le « West African Medical Service » qui déclarait que les Africains éduqués ne pouvaient participer au service que s'ils sont de filiation ««européenne»». En plus de l'utilisation de politiques discriminatoires, le gouvernement colonial britannique a commencé à exclure les Africains de l'Ouest instruits des postes gouvernementaux locaux, en faveur de la « préservation de l'autorité traditionnelle ». Ce changement de faveur s'est produit dans un effort pour "protéger" les populations indigènes de ce que le gouvernement colonial britannique percevait comme la tyrannie d'"une petite minorité d'indigènes européanisés éduqués qui n'ont rien en commun avec [les peuples indigènes], et dont les intérêts sont souvent opposés aux leurs ». L'aliénation croissante de l'élite africaine éduquée des dirigeants coloniaux britanniques et l'irritation croissante de l'élite éduquée en réponse à cette aliénation ont fourni l'épine dorsale de la formation de la NCBWA. 

### Formation
Une combinaison d'influences et de motivations régionales, internationales et internes a abouti à la formation du Congrès national de l'Afrique occidentale britannique (NCBWA) en mars 1920. La fondation de la NCBWA est officialisée avec sa première réunion à Accra, une réunion qui a attiré des participants du Nigeria, de la Sierra Leone, de la Gambie et de la Côte-de-l'Or.

#### Accords de la première réunion de la NCBWA
L'un des accords conclus lors de la première réunion de la NCBWA, en particulier le septième accord concernant la création d'une université ouest-africaine, est l'un des premiers exemples d'un appel à un accès accru à l'enseignement supérieur en Afrique occidentale britannique et a ouvert la voie voie à un dialogue plus poussé sur la politique de l'éducation dans les colonies de l'Afrique occidentale britannique. Le quatrième accord proposé par la NCBWA est un tremplin essentiel dans la refonte de la relation entre les systèmes judiciaires colonial et indigène. Plus précisément, la dissidence à l'égard du jugement d'une affaire connue sous le nom de "procès Knowles" est éclairée en partie par le quatrième accord NCBWA et a catalysé l'action de la part du gouvernement colonial du Ghana pour remanier le système judiciaire afin de permettre aux accusés d'avoir un droit à un procès devant jury et le droit à "l'assistance d'un avocat". Cette réforme est intervenue à la suite d'une "critique du système de justice pénale à Ashanti" publiée dans le Côte-de-l'Or Independent, un journal de la Côte-de-l'Or au début du XXe siècle.

## Branches de la NCBWA

### En Gambie
La branche gambienne de la NCBWA s'est développée lorsque des membres gambiens du mouvement plus large de la NCBWA ont repris une organisation existante ayant des objectifs similaires, connue sous le nom de Gambia Native Defensive Union. La branche gambienne de la NCBWA est historiquement connue sous le nom de «comité de Bathurst », car Bathurst est l'ancien nom de la capitale moderne de la Gambie, Banjul. Parmi les personnalités clés qui composaient la branche gambienne de la NCBWA figuraient Edward Francis Small, John A. Mahoney, MS Oldfield, JJ Oldfield, Jatta Joof, Benjamin J. George, MSJ Richards, SJ Forster, Issac J. Roberts et LJ. Roberts, qui est le président de la branche gambienne.
L'objectif principal de la branche gambienne de la NCBWA est d'établir avec succès une représentation élue au sein du gouvernement gambien qui inclurait des membres éminents de l'élite de la société gambienne, car la branche gambienne est principalement composée de membres de la classe moyenne créole. En tentant de faire pression pour la création d'une représentation élue, les membres de la branche gambienne n'ont pas été en mesure de déterminer comment inclure au mieux l'importante communauté musulmane de Gambie dans la représentation élue qu'ils cherchaient à obtenir. Cette incapacité à déterminer comment inclure au mieux la communauté musulmane a conduit à la création de factions internes qui ont sapé les efforts de la branche gambienne. Un autre facteur qui a également sapé la capacité de la branche gambienne à réaliser son programme souhaité est son incapacité à inclure les citoyens paysans les plus pauvres dans leurs discussions.
Bien que la branche gambienne de la NCBWA n'ait pas réussi à atteindre son objectif de créer une «représentation élue» au sein du gouvernement colonial, la branche a réussi à atteindre ses objectifs économiques. Avec l'aide d'Edward Francis Small, le comité gambien a pu créer la Gambia Co-operative Union pour répondre à certaines de ses préoccupations économiques.
Le déclin de la branche gambienne de la NCBWA est le résultat de la dissidence des membres du gouvernement colonial gambien quant à la légitimité de la nécessité d'un gouvernement représentatif dans la colonie. De plus, les membres du gouvernement colonial pensaient que l'élite gambienne qui composait la branche gambienne est en fait d'origine sierra-léonaise et ne pouvait donc pas parler efficacement au nom des citoyens gambiens.

### Nigéria
La branche nigériane de la NCBWA est historiquement appelée le «comité de Lagos». Avant la création officielle de la branche de Lagos de la NCBWA, plusieurs pourparlers ont eu lieu au sein de l'élite politique de Lagos pour obtenir un soutien plus large au mouvement. Parmi les principaux membres du comité original à Lagos figuraient le Dr Richard Akinwande Savage, le Dr John K. Randle et JG Campbell. Le soutien des membres de la communauté musulmane est crucial pour le développement de l'effort de la NCBWA à Lagos et ainsi, "Karimu Kotun, l'un des musulmans influents de Lagos, est nommé secrétaire adjoint". Ce premier comité a éprouvé des difficultés à travailler efficacement parce que le Dr Savage et le Dr Randle ont des griefs personnels. C'est à la suite des différences irréconciliables entre le Dr Savage et le Dr Randle qu'un nouveau comité avec des liens plus larges à travers le Nigeria est formé. Dans un effort pour élargir la portée de la branche de Lagos de la NCBWA, les membres du nouveau comité ont cherché à inclure des membres des structures de gouvernance traditionnelles, telles que « Obas et chefs ».
La branche de Lagos de la NCBWA est officiellement créée le 21 juin 1920. Lors de la première réunion de la branche de Lagos nouvellement créée de la NCBWA, les membres du comité ont décidé « d'établir des branches du Congrès dans différentes parties du Nigeria ». Une autre réunion majeure de la nouvelle branche de Lagos de la NCBWA a eu lieu le 16 octobre 1920. Au cours de cette deuxième réunion, trois résolutions sont adoptées qui ont aidé à définir la portée du travail de la branche de Lagos de la NCBWA, à déterminer la méthodologie pour obtenir des fonds pour l'organisation et à apporter un soutien aux membres de la branche de Lagos qui ont sont envoyés en Angleterre avec d'autres membres d'autres branches de la NCBWA pour servir de représentants des habitants de Lagos.

### Sierra Leone
Les moments cruciaux dans le développement de la branche sierra-léonaise de la NCBWA sont des réunions qui sont convoquées le 29 avril 1918 et le 6 mai 1918. La première réunion d'avril est essentielle en ce qu'elle a aidé à établir les objectifs souhaités d'une «conférence ouest-africaine», en particulier qu'une telle conférence rassemblerait les colonies ouest-africaines et donnerait la parole aux préoccupations des peuples ouest-africains. La deuxième réunion en mai est remarquable pour son articulation de la direction de la branche sierra-léonaise du NCBWA, qui est composée de 42 membres issus de divers contingents de l'élite ouest-africaine.
La branche sierra-léonaise de la NCBWA est officiellement créée en février 1919. Ce comité nouvellement formé a ensuite assisté à une réunion de la plus grande société mère NCBWA à Accra. Les contributions de la délégation sierra-léonaise à la conférence d'Accra comprenaient des recommandations "pour l'amélioration des services médicaux dans les colonies" ainsi que des appels à "l'expulsion des Libanais", considérés comme "une minorité économiquement forte et étrangère".
À la suite de la première réunion des membres de toutes les branches de la NCBWA à Accra, au Ghana, la deuxième conférence de la NCBWA a eu lieu à Freetown, en Sierra Leone en 1923. Au cours de cette réunion, les membres du Congrès ont discuté des réformes constitutionnelles, du développement d'une "Cour d'appel ouest-africaine", des réformes médicales et du développement d'une presse ouest-africaine.
Pendant toute la durée de la branche sierra-léonaise de la NCBWA, des questions sur la formation du Congrès sont soulevées, avec une préoccupation particulière quant à la mesure dans laquelle les préoccupations des fondateurs d'élite du mouvement du Congrès en Sierra Leone correspondaient aux préoccupations des peuples autochtones. dans la colonie. Certains membres du gouvernement colonial craignaient également que le Congrès en Sierra Leone ne soit "trop grand et trop grandiose", et à cause de cette "grandiosité", il y aurait des difficultés à se procurer les fonds qui devraient être utilisés pour soutenir le Congrès. Malgré ces préoccupations, la branche sierra-léonaise de la NCBWA a survécu à ses homologues du Nigéria, de la Côte-de-l'Or et de la Gambie d'environ 10 ans, se terminant officiellement à la fin des années 1940.

## Héritage

### Retombées internationales

#### Londres
À la suite d'une conférence de mars 1920 de la NCBWA à Accra, deux membres de chacune des branches de la NCBWA se rendirent à Londres en septembre 1920. Le but de cette réunion est d'obtenir la reconnaissance formelle du roi d'Angleterre pour les résolutions que la NCBWA a convenues à Accra. Cependant, lorsque la délégation de la NCBWA est arrivée à Londres, elle n'a pas été autorisée à rencontrer le secrétaire d'État parce que les gouverneurs des colonies des nations respectives des représentants de la NCBWA considéraient la NCBWA comme un mouvement à la fois inutile et non représentatif des objectifs des indigènes. peuples de l'Afrique occidentale britannique,,.

#### UNIA et NCBWA
Un autre mouvement panafricain né en même temps que la NCBWA est la United Negro Improvement Association (UNIA), un mouvement panafricain dirigé par Marcus Garvey qui voulait créer "une république noire indépendante sur tout le continent africain". Dans ses tentatives de maintenir sa domination parmi les élites ouest-africaines, la NCBWA a publiquement dénoncé et tourné en dérision la formation de l'UNIA comme illégitime et dangereuse. De plus, la NCBWA a déclaré que le point de vue des membres de l'UNIA est américain et donc incompatible avec les luttes et les besoins des peuples indigènes africains. Le principal point de discorde entre l'UNIA et la NCBWA est que la NCBWA ne voulait pas que les nations africaines soient indépendantes de leurs dirigeants coloniaux, mais voulait plutôt s'assurer que l'élite ouest-africaine est adéquatement représentée dans le gouvernement colonial. À l'instar de la NCBWA, l'UNIA a établi des succursales dans toute l'Afrique de l'Ouest afin de promulguer son message dans toute la région et, ce faisant, a obtenu le soutien des élites ouest-africaines qui auraient autrement rejoint la NCBWA. Malgré les différences politiques et la concurrence entre l'UNIA et la NCBWA, les deux organisations se sont réunies à la suite des difficultés économiques provoquées par la Première Guerre mondiale pour aider à accroître les perspectives économiques des Africains au pays et à l'étranger.

### Déclin de la NCWBA
L'organisation mère formelle de la NCBWA a commencé à décliner à la suite d'un voyage infructueux à Londres pour convaincre le roi de la légitimité de la NCBWA. Certaines des branches de la NCBWA ont continué d'exister même après le déclin de la plus grande organisation de la NCBWA. Le déclin de la NCBWA a également été influencé par des mouvements progressifs vers des «mouvements nationalistes territoriaux» qui se concentraient sur la promotion d'objectifs nationalistes spécifiques aux branches de la NCBWA plutôt que sur la poursuite de principes généraux qui s'appliquaient à toute l'Afrique occidentale britannique. Cette tendance est inspirée par des mesures similaires en cours dans les anciens pays français d'Afrique de l'Ouest, alors qu'ils commençaient à avoir des «assemblées représentatives» spécifiques à des nations particulières plutôt qu'à la plus grande région de l'Afrique de l'Ouest.